# Ställföreträdare
Ställföreträdare, "ställföreträdande", förkortning "stf.", är en titel eller roll som avser en person som utsetts att uppfylla en befattning tillfälligt ifall ordinarie personal är frånvarande. Titeln för en ställföreträdare inleds ibland i stället med ordet "vice", som betyder just ställföreträdande. Juridiskt syftar begreppet på företrädare för den som inte har egen handlingsförmåga, till skillnad från ombud som för klients talan på dennes uppdrag.
Titeln innebär inte att ställföreträdaren övertar överordnad tjänst om den blir ledig. Som exempel behåller ställföreträdande rikspolischef sin titel när rikspolischefen avgår. För längre vakans kan det anställas en tillförordnad i den ordinarie rollen.
Ordet som sådant kommer av att "träda in i någots ställe" men titeln används normalt endast för specifik, högre befattning och inte uppdrag som suppleant eller för vikariat.